# Cathédrale Saint-Paul de Spíli
La cathédrale Saint-Paul (grec moderne : Μητροπολιτικός Ναός Αγίου Παύλου) est une cathédrale orthodoxe située dans le village de Spíli, sur l'île de Crète, en Grèce. Elle constitue la cathédrale ou le siège épiscopal de la métropole de Lámpi, Sývritos et Sfakiá de l'Église de Crète. La cathédrale est dédiée à l'apôtre Paul.
La cathédrale est située dans le centre de Spíli, plus précisément sur la route principale du village. Les travaux de construction commencent en 1959, tandis que l'inauguration a lieu en 1963. La cathédrale est dotée d'une nef à trois vaisseaux, ainsi que d'un dôme. Le collatéral droit de la cathédrale est dédié à Isidore de Péluse, tandis que celui de gauche est dédié à Nikon le Métanoéite, prêcheur de la pénitence.